# بحيرة البيبان
بحيرة البِيبَان هي بحيرة ساحلية تقع في ولاية مدنين من الجنوب الشرقي التونسي، على بعد 10 كم شمال مدينة بنقردان، و 20 كم جنوب مدينة جرجيس. تبلغ مساحتها 27 ألف هكتارًا, أكبر بحيرة في حوض البحر الأبيض المتوسط الغنية بالأسماك المختلفة كالوراطة والقاروص والبوري وغيرها، ويبلغ ارتفاعها بين 0 و 10 م عن سطح البحر. وهي عبارة عن بحيرة ساحلية كبيرة، إذ يبلغ طولها 32 كم وعرضها الأقصى 10 كم ومعدل عمقها 4 م، وهي منفصلة جزئيا عن البحر الأبيض المتوسط، إذ تتصل به بعدّة قنوات يبلغ عرض أكبرها 800 م. وتدخلها الأسماك. وهي لذلك تعتبر محمية طبيعية للأسماك التي تدخلها من البحر الأبيض المتوسط، فضلا عن الطيور التي تقصدها في فصل الشتاء، كالنحام الوردي والغاق والكركي.
- توجد قرب بحيرة البيبان سبخة بوجمل وسبخة المداينة، وهي بحيرة هامة جدا بالنسبة إلى الأسماك التي تدخلها لتعيش فيها.
- وقبل مجيء الاستعمار الفرنسي إلى المنطقة كانت مستغلة من طرف البحارة المحليين الذين كانو يروجون إنتاجهم في المدن المجاورة وحتى إلى المدن الليبية مثل زوارة وطرابلس.

قامت الإدارة الاستعمارية في ديسمبر 1886 بتأجير بحيرة البيبان إلى مستثمرين فرنسيين وتحول البحارة آنذاك إلى مستأجرين لدى الشركة المستغلة لأسماك البحيرة وانتزعت مصائدهم البحرية، وتواصل استغلال المستثمر للبحيرة إلى سنة 1924 فأصبحت آنذاك مستغلة من طرف الشركة التونسية للمصايد التي وبالرغم من تمكنها في الرفع من عملية الإنتاج إلا أن البحيرة سوغت مجددا لمستثمر إيطالي من سنة 1945 إلى حدود سنة 1958 ثم تحولت إلى الديوان القومي للصيد البحري وبالتالي تمت تونستها وتجدد سيناريو التسويغ لمستثمرين تونسيين منذ 13 سنة إلى الآن وسجلت على امتداد تلك العشرية تجاوزات عديدة في حق البحارة والبحيرة من خلال عمليات الصيد بواسطة زوارق بالمحرك وتلك الطريقة محجرة باعتبار مساهمتها في التلوث وفي الصيد الجائر، عائلات عديدة نشأت حول البحيرة قبيل مجيء الاستعمار ليصل عددها اليوم إلى حوالي 600 عائلة مورد رزقها الوحيد البحيرة التي تضم أكبر المصائد الثابتة للأسماك لا على مستوى البلاد بل حتى على مستوى المتوسط وصنفت كواحدة من المواقع النموذجية التي تم اختيارها ضمن مشروع حماية الثروات البحرية والساحلية بخليج قابس والذي يهدف إلى وضع منظومة فعالة ومنسجمة للتصرف التشاركي يضم من جهة حاجيات المحافظة على التنوع البيولوجي البحري والساحلي للخليج وعلى تنمية مستدامة لمواطني الجهة بوضع قاعدة صلبة لتركيز إطار مؤسساتي لتحسين إدارة التنوع البيولوجي على المدى الطويل وعلى ضمان تنمية مستدامة للعاملين بقطاع الصيد البحري بهذه البحيرة .
| بحيرة البيبان |